# کیور (گروه موسیقی)
د کیور (به انگلیسی: The Cure) یک گروه موسیقی راک انگلیسی است که در سال ۱۹۷۶ در کراولی، ساسکس غربی (جنوب انگلستان) شکل گرفت. ترکیب گروه طی دوران فعالیت‌شان بارها دست‌خوش تغییر شده است و تنها عضو ثابت گروه طی این سال‌ها رابرت اسمیت (خواننده) بوده است.
کیور اولین آلبوم‌شان را در سال ۱۹۷۹ و با نام ۳ پسر خیالی منتشر کردند. آلبوم ۳ پسر خیالی به‌همراه چند تک‌آهنگ که در همان دوره منتشر شد باعث شدند تا نام گروه در زمرهٔ یکی از گروه‌های پُست پانک و موج نوی بریتانیا قرار گیرد. آن‌ها در سال‌های آغازین دههٔ ۱۹۸۰ میلادی سمت و سوی موسیقی‌شان را تغییر دادند و با خلق ترکیب‌های پُرمایهٔ گیتار و سینث‌سایزر جزو اولین گروه‌هایی بودند که باعث پدیدآمدن ژانر گوتیک راک شدند. ترانهٔ «کشتن یک عرب» منتشر شده در سال ۱۹۷۸ یکی از آثار شاخص گوتیک راک به‌شمار می‌آید.
پس از انتشار آلبوم پورنوگرافی در سال ۱۹۸۲ افق پیش‌روی اعضای گروه نامشخص بود و اسمیت مایل بود به فضای غم‌افزای مشهور آثار پیشین کیور بازگردد. با تک‌آهنگ «به رختخواب برویم» (۱۹۸۲) اسمیت حرکت آثار کیور به سمت حال و هوای موسیقی پاپ را آغاز کرد. محبوبیت گروه در طول دههٔ بعدی روبه‌افزایش گذاشت، به‌شکلی که ۳ ترانهٔ «فقط شبیه بهشت»، «آهنگ عاشقانه» و «جمعه من عاشق هستم» آن‌ها به جدول ۱۰۰ آهنگ پرفروش روز آمریکا راه‌یافتند. این موفقیت تابه‌آنجا پیش رفت که در سال‌های آغازین دههٔ ۱۹۹۰ میلادی، کیور به یکی از محبوب‌ترین گروه‌های آلترنتیو راک دنیا تبدیل شده‌بود.
کیور غالباً به عنوان یکی از مهم‌ترین هنرمندان آلترناتیو در دهه ۱۹۸۰ دانسته می‌شود. از آلبوم‌های کیور بیش از ۳۰ میلیون نسخه در جهان به‌فروش رسیده است. آن‌ها در طول بیش از ۳ دهه فعالیت‌شان ۱۴ آلبوم استودیویی و بیش از ۴۰ تک‌آهنگ منتشر کرده‌اند. این گروه در سال ۲۰۱۹ به تالار مشاهیر راک اند رول راه یافت.